# Гексафторотанталовая кислота
Гексафторотанталовая кислота — неорганическое вещество, комплексное соединение металла тантала с формулой H[TaF6]. При нормальных условиях представляет собой белые кристаллы. Образует кристаллогидрат состава H[TaF6]·6H2O

## Получение
- Действие раствора плавиковой кислоты (ω = 40 %) на гидратированную окись тантала(V).

## Физические свойства
Гексафторотанталовая кислота образует белые игольчатые кристаллы. Плавится при 15 °С.